# Križ svete Evfrozine
Križ svete Evfrozine je bila spoštovana relikvija Ruske pravoslavne cerkve in Belorusije, ki jo je leta 1161 izdelal Lazar Bohša za red svete Evfrozine Polocke in se je izgubil med drugo svetovno vojno. Mati Evfrozina, predstojnica samostana Polock, je naročila križ za okrasitev nove cerkve Preobraženja. Preprost cipresin križ je bil okrašen z zlatom, dragimi kamni in emajlom, na katerem so bili upodobljeni Jezus Kristus, Janez Krstnik, Bogorodica (Marija Božja mati), štirje evangelisti, nadangela Gabrijel in Mihael ter trije zavetniki Evfrozine in njeni starši. Delo je stalo 120 grivnas. V notranjosti križa so bili koščki pravega križa in druge relikvije.
V 13. stoletju je bil križ prestavljen v Smolensk, leta 1514 pa v Moskvo, leta 1563 ga je Ivan Grozni vrnil v Polock. Križ je bil temeljito fotografiran za zapis leta 1896. Leta 1928 je bila podržavljena relikvija odpeljana v Minsk, nato pa leta 1929 v Mahilyow in bila zaprta v sefu regionalne komunistične partije.

## Izginotje
Križ je izginil med okupacijo Belorusije s strani nemških sil (junij – julij 1941).
Zanesljivih poročil o tem, kaj se je zgodilo s križem leta 1941, ni. Obstajajo vsaj tri različne razlage (razen uničenja z ognjem ali ropanjem):
- Uradna sovjetska različica je zapisala, da so Nemci izropali križ.
- Leta 1991 je beloruski minister za kulturo zatrdil, da so križ skupaj z drugimi beloruskimi zakladi evakuirali v Moskvo.
- Nemški dokumenti organizacije Alfred Rosenberg so zabeležili Mahilovski zaklad, ki so ga Nemci zajeli v Smolensku. Vendar ni dokazov o samem Polockem križu.[1]

Leta 1997 je obrtnik iz Bresta Nikolay Kuzmič dokončal uradno potrjeno kopijo križa, ki je zdaj na ogled v Polocki stolnici.

## Sodobna simbolna uporaba
Križ sv. Evfrozine se pogosto uporablja kot državni simbol Belorusije. Različica beloruskega grba Pahonija iz leta 1991 ima na viteškem ščitu križ, podoben križu sv. Evfrozine.
Križ je predmet dveh beloruskih poštnih znamk, izdanih v letih 1992 in 2001, in spominskega kovanca Belorusije, izdanega leta 2007.
Nacionalno-demokratično opozicijsko gibanje Mlada fronta ima križ za glavni element svojega simbola.
- Risba križa iz leta 1863, ki prikazuje obe strani
- Pahonia, grb Belorusije (različica iz leta 1990)
- Znamka s križem sv. Evfrazine iz leta 1992
- Kopija križa svete Evfrozine 1997
- Beloruski spominski kovanec iz leta 2007
- Grb Mlade fronte, nacionalno-demokratičnega opozicijskega gibanja